# دیرت ۵
درت ۵ (انگلیسی: Dirt 5) یک بازی ویدئویی کورسی است که توسط کدمسترز ساخته و منتشر شده‌است. این بازی در ۶ نوامبر ۲۰۲۰ برای مایکروسافت ویندوز، پلی‌استیشن ۴ و ایکس‌باکس وان، و در ۱۰ نوامبر برای اکس‌باکس سری اکس/اس و ۱۲ نوامبر برای کنسول پلی‌استیشن ۵ منتشر شد. همچنین در سال ۲۰۲۱ برای گوگل استادیا منتشر شد.